# José Luis Rodríguez García (ciclista)
José Rodríguez García (Madrid, 30 de abril de 1966) es un ex ciclista profesional español y expresidente de la Asociación Española de Ciclistas Profesionales (ACP). 
Participó en los Juegos Olímpicos de Seúl y en los Campeonatos del Mundo de 1987 de la categoría Sub-23. En categoría profesional compitió durante los años comprendidos entre 1989 y 1998, durante los cuales consiguió 5 victorias. Participó en 14 grandes vueltas, 2 Tour de Francia, 4 Giro de Italia y 8 Vueltas a España, además de las más importante vueltas y clásicas del ciclismo mundial. Asimismo es digno de destacar su participación en los Campeonatos del Mundo de Ciclismo de 1991 ayudando a Miguel Induráin a ganar la medalla de bronce.
Se distinguió como un buen trabajador en favor de los líderes de su equipo, ayudando a Fernando Escartín a subir al pódium en las Vueltas a España de los años 1997 y 1998 y obteniendo la victoria de la clasificación por equipos el año 1997, formando parte del equipo Kelme-Costa Blanca.
Tras dejar de competir fue elegido como presidente de la Asociación de Ciclistas Profesionales y entró a formar parte de las principales instancias deportivas, como la Unión Ciclista Internacional, la Real Federación Española de Ciclismo, el Consejo de Ciclismo Profesional o la Comisión Antidopaje del Consejo Superior de Deportes. 
Se doctoró en Derecho por la Universidad Carlos III de Madrid y, en la actualidad, está ejerciendo como abogado especializado en derecho laboral y deportivo, compaginando el ejercicio de la abogacía con la docencia en la Universidad CEU-San Pablo y en distintos Másteres.
Ha asesorado a algunos de los más importantes deportistas españoles y ha participado en la redacción del Libro Blanco del Deporte Profesional, promovido por la Secretaría de Estado para el Deporte, y en las ponencias de las jornadas “Un nuevo marco jurídico para el deporte”, promovido por la Secretaría de Estado para el Deporte y el Comité Olímpico Español, que son la base de la futura reforma del régimen jurídico del deporte en España.

## Palmarés
1989
- 2º en la 12ª etapa del Giro de Italia.
- 2º en la 6ª etapa de la Vuelta a Cataluña.

1991
- Vencedor en la 2ª etapa de la Vuelta a Castilla y León.
- Vencedor en la Clasificación General final de la Vuelta Ciclista a Castilla y León.
- 2º en el Campeonato de España en ruta
- 2º en la Clásica Internacional de Alcobendas.

1992
- Vencedor en la 2ª etapa de la Volta ao Alentejo (Portugal)

1993
- Vencedor en el Trofeo Masferrer

1994
- 3ª en la Clasificación General final de la Vuelta Ciclista a Aragón.

1995
- Vencedor en la 5ª etapa de la Vuelta a Burgos

1997
- Vencedor en el Gran Premio de Llodio

## Resultados en Grandes Vueltas y Campeonato del Mundo
Durante su carrera deportiva ha conseguido los siguientes puestos en las Grandes Vueltas y en los Campeonatos del Mundo en carretera:
| Carrera         | 1989 | 1990 | 1991 | 1992 | 1993 | 1994 | 1995 | 1996 | 1997 | 1998 |
| --------------- | ---- | ---- | ---- | ---- | ---- | ---- | ---- | ---- | ---- | ---- |
| Giro de Italia  | -    | -    | -    | -    | -    | -    | -    | -    | -    | -    |
| Tour de Francia | -    | 92º  | -    | -    | -    | -    | -    | -    | -    | Ab.  |
| Vuelta a España | -    | -    | -    | -    | -    | -    | -    | -    | -    | -    |
| Mundial en Ruta | -    | -    | Ab.  | -    | -    | -    | -    | -    | -    | -    |

-: No participa

Ab.:Abandono

## Equipos
- Seur (1989-1992)
- Deportpublic (1993-1994)
- Kelme (1995-1998)